# (100482) 1996 UT2
(100482) 1996 UT2 es un asteroide perteneciente al cinturón de asteroides, descubierto el 18 de octubre de 1996 por el equipo del Spacewatch desde el Observatorio Nacional de Kitt Peak, Arizona, Estados Unidos.

## Designación y nombre
Designado provisionalmente como 1996 UT2.

## Características orbitales
1996 UT2 está situado a una distancia media del Sol de 2,789 ua, pudiendo alejarse hasta 3,409 ua y acercarse hasta 2,168 ua. Su excentricidad es 0,222 y la inclinación orbital 5,655 grados. Emplea 1701 días en completar una órbita alrededor del Sol.

## Características físicas
La magnitud absoluta de 1996 UT2 es 15,6. Tiene 4,644 km de diámetro y su albedo se estima en 0,057.